# Rabdophaga schwangarti
Rabdophaga schwangarti är en tvåvingeart som först beskrevs av Rubsaamen 1916.  Rabdophaga schwangarti ingår i släktet Rabdophaga och familjen gallmyggor.
Artens utbredningsområde är Tyskland. Inga underarter finns listade i Catalogue of Life.